# Tony Pierce-Roberts
Anthony Pierce-Roberts, detto Tony (Birkenhead, 1945), è un direttore della fotografia britannico.
Ha collaborato con il regista James Ivory dalla metà degli anni ottanta alla fine dei novanta, ottenendo due candidature all'Oscar alla migliore fotografia per Camera con vista (1985) e Casa Howard (1992).

## Riconoscimenti
- Oscar alla migliore fotografia
  - 1987: candidato - Camera con vista
  - 1993: candidato - Casa Howard

## Filmografia parziale

### Cinema
- Moonlighting, regia di Jerzy Skolimowski (1982)
- Pranzo reale (A Private Function), regia di Malcolm Mowbray (1984)
- Camera con vista (A Room with a View), regia di James Ivory (1985)
- Schiavi di New York (Slaves of New York), regia di James Ivory (1989)
- Mr. & Mrs. Bridge, regia di James Ivory (1990)
- Zanna Bianca - Un piccolo grande lupo (White Fang), regia di Randal Kleiser (1991)
- Casa Howard (Howards End), regia di James Ivory (1992)
- Quel che resta del giorno (The Remains of the Day), regia di James Ivory (1993)
- La metà oscura (The Dark Half), regia di George A. Romero (1993)
- Il cliente (The Client), regia di Joel Schumacher (1994)
- Rivelazioni (Disclosure), regia di Barry Levinson (1994)
- Fantasmi (Haunted), regia di Lewis Gilbert (1995)
- Surviving Picasso, regia di James Ivory (1996)
- Da giungla a giungla (Jungle 2 Jungle), regia di John Pasquin (1997)
- Paulie - Il pappagallo che parlava troppo (Paulie), regia di John Roberts (1998)
- Asterix & Obelix contro Cesare (Astérix et Obélix contre César), regia di Claude Zidi (1999)
- The Golden Bowl, regia di James Ivory (2000)
- L'importanza di chiamarsi Ernest (The Importance of Being Earnest), regia di Oliver Parker (2002)
- Underworld, regia di Len Wiseman (2003)
- De-Lovely - Così facile da amare (De-Lovely), regia di Irwin Winkler (2004)
- Doom, regia di Andrzej Bartkowiak (2005)
- Un giorno per sbaglio (Separate Lies), regia di Julian Fellowes (2005)
- Home of the Brave - Eroi senza gloria (Home of the Brave), regia di Irwin Winkler (2006)
- Un amore di testimone (Made of Honor), regia di Paul Weiland (2008)
- Vampire Academy, regia di Mark Waters (2014)

### Televisione
- Identità bruciata (The Bourne Identity) - miniserie TV, 2 puntate (1988)
- Dinotopia - miniserie TV, 3 puntate (2002)